# 變種危機
《變種危機》（日语：i-wish you were here-あなたがここにいてほしい）是由GONZO製作的ONA作品，全四話。
此動畫首先於2001年10月開始在日本的網路上公開，然後在2002年2月開始發售DVD。ADV Films於2003年代理並出售北美版本，至於Madman Entertainment則於2006年獲得該DVD的澳洲代理權。
此外，這套動畫曾於2004年時在香港無綫電視播放。

## 故事簡介
故事以地球被隕石撞擊後四年的近未來為舞臺。由於伴隨着隕石而來的太空病毒可以把受感染的人類變為怪物，男主角田宮佑治所屬的部隊為了保護其他人類不受感染而戰鬥。

## 名詞解釋
M34
自隕石撞擊後開始於地球散播的太空病毒，可以改變人類分子結構從而把人類變為怪物。
CURE
「Committee of the Universal Resolution of Ecocatastrophe」的簡稱，為了阻止病毒擴散而成立了NOA。
NOA
全名「Nano Osmolar Armor」（人體強化兵部隊），其成員可以利用身體內的分子納米技術來對付已經變為怪物的感染者。

## 登場人物
田宮佑治　配音員：小田切讓（日）；李錦綸（港）
男主角，NOA的主力戰鬥員。
愛　配音員：田村由香里（日）；梁少霞（港）
女主角。擁有超能力，是CURE的最終兵器。
可以利用自身的能力製造能夠消滅怪物的大型投映。
光石操　配音員：三石琴乃（日）；黃麗芳（港）
百目鬼　配音員：郷里大輔（日）；梁志達（港）

## 主題曲
- 片尾曲

作詞・作曲：円谷一美、編曲・歌：en avant